# Abu Thabit I
Abū Thābit I; (in arabo أبو ثابت ﺍلاﻭﻝ‎?; ... – 1352) è stato un sultano della dinastia zayyanide del Regno di Tlemcen (Maghreb centrale) che regnò dal 1348 al 1352 assieme a suo fratello Abū Saʿīd ʿUthmān.

## Biografia

### Sconfitta merinide e restauro del potere zayyanide
Dopo la conquista merinide di Tlemcen del 1337, l'Emiro Abū Saʿīd ʿUthmān II (pronipote del fondatore della dinastia zayyanide Yaghmurāsan ibn Zayyān) si arruolò come altri nobili zayyanidi nell'esercito del conquistatore merinide Abū al-Ḥasan ʿAlī ibn ʿUthmān. Nel 1348 Abū l-Ḥasan subì una decisiva sconfitta a Qayrawān ad opera di tribù arabe fedeli agli Hafsidi. Abū Saʿīd, assieme al fratello Abū Thābit e ad altri militari, disertò, accostando sostenitori della dinastia zayyanide che giurarono ai due fratelli fedeltà. 
I due formarono un esercito composto principalmente da guerrieri delle tribù dei Maghrawa e dei Banū Tūjīn. ʿUthmān ibn Yaḥyā ibn Jarrār (un lontano parente degli Zayyanidi che aveva servito come governatore della città per conto dei Merinidi) aveva dichiarato Tlemcen indipendente sotto il proprio dominio e non era disposto a cedere il suo potere. L'esercito dei due fratelli sconfisse quello di Ibn Jarrār, riuscendo a espugnare Tlemcen il 17 settembre del 1348 e a far prigioniero Ibn Jarrār.
Abū Saʿīd fu incoronato sultano del Regno di Tlemcen mentre il fratello Abū Thābit venne nominato capo dell'esercito. Un terzo fratello, il più grande, Abū Yaʿqūb, da tempo in ritiro spirituale a Nedroma dove conduceva una vita ascetica, fu chiamato a Tlemcen, ma si rifiutò di andarci.

Abū Thābit, in qualità di capo dell'esercito, combatté le varie tribù ribelli. Tra esse vi era anche l'emiro degli Awlad Mandil (clan della confederazione tribale dei Maghrawa) ʿAlī ibn Rashīd, che nel 1348 (anno della sconfitta del merinide Abū l-Ḥasan a Qayrawān) avevano preso il controllo di Miliana, Ténès, Brechk e Cherchell. 
ʿAlī cercò di formare un'alleanza con i Merinidi contro gli Zayyanidi, ma i due fratelli riuscirono a fare saltare l'alleanza. Abū Thābit sconfisse ʿAlī, che si suicidò nel 1351. Il suo giovane figlio Ḥamza ibn ʿAlī raggiunse Fez, crescendo nella corte merinide.  

### Invasione merinide e morte
Nel 1352 il sultano merinide Abū ʿInān Fāris (figlio di Abū l-Ḥasan) iniziò a preparare l'invasione del Regno di Tlemcen. Abū Thābit venne a sapere dell'imminente invasione quando si trovava a Dellys. Raggiunse Tlemcen il 19 maggio 1352. Tenne il consiglio di guerra con il fratello e altri nobili, in cui venne deciso che Abū Thābit sarebbe partito per primo con un esercito per affrontare i Merinidi nel confine. 

Li incontrò in quella che le fonti dell'epoca chiamano la regione di Angad (la regione della città di Oujda), dopo aver attraversato verso sud i fiumi Isly e Missouin. Il 14 giugno il sultano Abū Saʿīd ʿUthmān raggiunse il fratello con rinforzi. Abū Thābit decise di attaccare il 22 giugno, quando l'esercito nemico accampato sulla riva opposta del fiume Isly era distratto e impegnato in varie attività. Dopo la sorpresa iniziale, le armate merinidi si riorganizzarono e contrattaccarono. Le tribù Beni ʿĀmer abbandonarono l'esercito zayyanide, che si disperse. Abū Saʿīd cercò di fuggire, ma venne catturato il 25 giugno 1352 e messo a morte. 
Abū Thābit fuggì a Tlemcen, per poi raggiungere Algeri. Arrivando nei pressi del fiume Chelif, il suo esercito fu attaccato dagli Awlad Mandil desiderosi di vendetta. Gli aggressori furono respinti e Abū Thābit riuscì a raggiungere Algeri. Dopo aver domato alcune ribellioni locali, ottenne il sostegno dei Maghrawa. Affrontò  l'esercito guidato da Fāris ibn Dāwūd ibn Maymūn, visir di Abū ʿInān Fāris. Abū Thābit fu sconfitto e costretto a ritirarsi.
Abū Thābit, accompagnato dal visir Yaḥyā ibn Dāwūd e dai nipoti Muḥammad ibn Yūsuf e Abū Ḥammū Mūsā, raggiunse Béjaïa, città governata da Abū ʿAbd Allāh Muḥammad, nipote dell'ex sultano hafside Abū Bakr II. Abū ʿAbd Allāh era un alleato dei Merinidi e consegnò Abū Thābit ad Abū ʿInān. Questi, a sua volta, lo consegnò alla tribù dei Banū Jarrār, che lo mise a morte verso la fine del 1352 per vendicare la morte di ʿUthmān ibn Yaḥyā ibn Jarrār.
L'occupazione merinide durò fino al 1359, quando Abū Ḥammū Mūsā II restaurò il controllo zayyanide sul Regno di Tlemcen.